# 狭裂山西乌头
狭裂山西乌头（学名：Aconitum smithii var. tenuilobum）为毛茛科乌头属下的一个变种。

## 扩展阅读
- 維基物種上的相關：狭裂山西乌头